# Los Álamos
Los Álamos é uma comuna da província de Arauco, localizada na Região de Biobío, Chile. Possui uma área de 599,1 km² e uma população de 21.035 habitantes (2017).